# Edificio Tacna-Colmena
El Edificio Tacna-Colmena es un edificio ubicado en la periferia del centro histórico del Cercado de Lima, Perú. Se levanta en la intersección de las avenidas Tacna y Nicolás de Piérola, a pocas cuadras de la Plaza San Martín.
Este edificio de 23 pisos, coronado por un penthouse de acceso privado con piscina, fue construido en el año 1960 Con 84 metros de altura, fue el segundo edificio más alto de Lima luego del Edificio Javier Alzamora Valdez de 86 metros y fue el primer edificio con construcción antisísmica del Perú. El edificio Tacna-Colmena albergaba en el primer piso al legendario Cine Colmena.
Actualmente funciona albergando viviendas y oficinas particulares, y se puede ver desde varios puntos del distrito.